# Houston Texans
O Houston Texans é um time profissional de futebol americano sediado em Houston, Texas. Os Texans competem na National Football League (NFL) como um clube membro da divisão Sul da American Football Conference (AFC). A equipe joga seus jogos em casa no NRG Stadium.
O time jogou pela primeira vez em 2002 como uma equipe de expansão, tornando-se a mais jovem franquia atualmente competindo na NFL. Os Texans substituíram a franquia anterior da cidade, Houston Oilers, que se mudou para Nashville, Tennessee e agora é conhecida como Tennessee Titans. O dono majoritário da equipe é Cal McNair.
Eles encontrariam sucesso na temporada de 2011, depois de conquistar sua primeira vaga nos playoffs e vencer a sua divisão pela primeira vez. Os Texans ganhariam mais três títulos da AFC South em 2012, 2015 e 2016. Até o momento, os Texans são a única franquia da NFL a nunca ter jogado em uma final de conferência.

## História
Em 1997, o empreendedor de Houston, Bob McNair, fez uma tentativa fracassada de trazer uma equipe da National Hockey League (NHL) para a cidade, e Bud Adams mudou a equipe da NFL, o Houston Oilers, para Nashville, onde eles foram renomeados como Tennessee Titans. Em 1996, um ano antes, o Cleveland Browns havia se mudado para se tornar o Baltimore Ravens. Como parte do acordo entre a NFL, a cidade de Cleveland, Ohio, e a equipe de propriedade de Art Modell, a liga prometeu devolver o futebol a Cleveland dentro dos três anos seguintes.
A fim de nivelar as franquias, a liga também contemplou a adição de outra franquia de expansão. Como Houston era um dos favoritos para a franquia extra junto com Toronto e Los Angeles (que havia perdido os Rams e os Raiders em 1995), McNair decidiu se juntar ao projeto e fundou a Houston NFL Holdings com o sócio Steve Patterson. Em associação com Houston Livestock Show e Rodeo, eles pressionariam por um estádio como parte da tentativa de atrair a NFL de volta a Houston. Em 6 de outubro de 1999, a NFL concedeu a 32a equipe a Houston, ao custo de US $ 700 milhões.
O Houston Texans se juntou à liga na temporada de 2002 da NFL, jogando no recém-fundado Reliant Stadium. Com a vitória no jogo de abertura contra o Dallas Cowboys, a equipe se tornou a primeira equipe de expansão a vencer seu jogo de abertura desde que o Minnesota Vikings venceu o Chicago Bears em 1961.
A equipe foi mal em suas primeiras temporadas mas os resultados começaram a melhorar quando Gary Kubiak tornou-se o treinador principal em 2006. Os Texans terminaram com um recorde de 8-8 em 2007 e 2008, e quase se classificaram para os playoffs com um recorde de 9-7 em 2009. Em 2010, a equipe começou a temporada com um recorde de 4-2, mas teve 2-8 na segunda parte da temporada, terminando com um recorde de 6-10. 
Em 2011, os Texans selecionaram no Draft, o defensive end de Wisconsin, J.J. Watt. Na temporada seguinte, o ex-treinador dos Cowboys, Wade Phillips, foi contratado como coordenador defensivo dos Texans e a melhora na defesa os levou a um recorde de  10-6, conquistando a AFC South pela primeira vez. Os Texans, em seguida, ganharam no wild card do Cincinnati Bengals por 31-10 mas perderam por 20-13 pro Baltimore Ravens no Divisional Round.
Os Texans venceram a AFC South em 2012, tendo um recorde de 12-4. Eles bateram os Bengals novamente na rodada de wild cards, mas perderam na segunda rodada para o New England Patriots.
No Draft de 2013, os Texans selecionaram o Wide receiver de Clemson, DeAndre Hopkins. Em 2013, o time ganhou os dois primeiros jogos mas entraram em colapso e perderam todos os jogos depois. Kubiak foi demitido e Wade Phillips foi posto como treinador interino, mas o time não melhorou e eles terminaram com um recorde de 2-14, seu pior recorde na história da franquia. A série de 14 derrotas consecutivas também é a pior na história da franquia.
Os Texans entraram na temporada de 2014 com uma sequência de derrotas de 14 jogos. O ex-treinador da Penn State, Bill O'Brien, tornou-se o novo técnico, o terceiro na história da franquia. Em 2014, eles venceram três de seus quatro primeiros jogos, e terminaram em um recorde de 9-7 e não foram aos playoffs.
Na temporada de 2015, os Texans começaram com um recorde de 2-5 e terminaram com um recorde de 9-7 e conquistaram seu terceiro título do AFC South. No entanto, eles perderam para o Kansas City Chiefs no Wild Card por 30-0.
Em 9 de março de 2016, os Texans contrataram o ex-quarterback do Denver Broncos, Brock Osweiler, em um contrato no valor de US $ 72 milhões por quatro anos. Apesar do lucrativo negócio de Osweiler, ele não foi bem durante toda a temporada. Depois de jogar duas interceptações na semana 15 contra o Jacksonville Jaguars, o técnico Bill O'Brien colocou o quarterback reserva Tom Savage como titular. Savage liderou uma virada contra os Jaguars e foi nomeado titular no resto da temporada. Os Texans conquistaram seu quarto título da AFC South em seis anos no primeiro jogo de Savage como titular contra os Bengals na semana 16. Eles derrotaram o Oakland Raiders por 27-14 na rodada de wild card dos playoffs com Osweiler como o quarterback titular devido a Savage estar tendo uma concussão. Osweiler também foi titular no Divisional Playoffs contra o New England Patriots, jogando três interceptações no segundo tempo e os Texans perderam por 34-16.
No Draft de 2017, os Texans selecionaram o quarterback de Clemson, Deshaun Watson. Watson foi titular em seis jogos em seu ano de estreia com um recorde de 3-3 e se tornou o quarterback de franquia dos Texans. No entanto, seu sucesso seria muito curto, após uma derrota na semana 8 contra o Seattle Seahawks por 41-38, Watson rasgou seu Ligamento cruzado anteriore e foi descartado do restante da temporada. Atormentado por uma série de lesões inesperadas (incluindo uma lesão de JJ Watt), eles terminaram com um reocrde de 4-12 e perderam os playoffs pela primeira vez desde 2014.
Em 2018, os Texans começaram a temporada com 0-3, perdendo por 15 pontos para o New England Patriots, Tennessee Titans e New York Giants, antes de ganhar por 37-34 na prorrogação contra o Indianapolis Colts. Os Texans atualmente tem um recorde de 5-3, ocupando o primeiro lugar na AFC South.

## Identidade da equipe

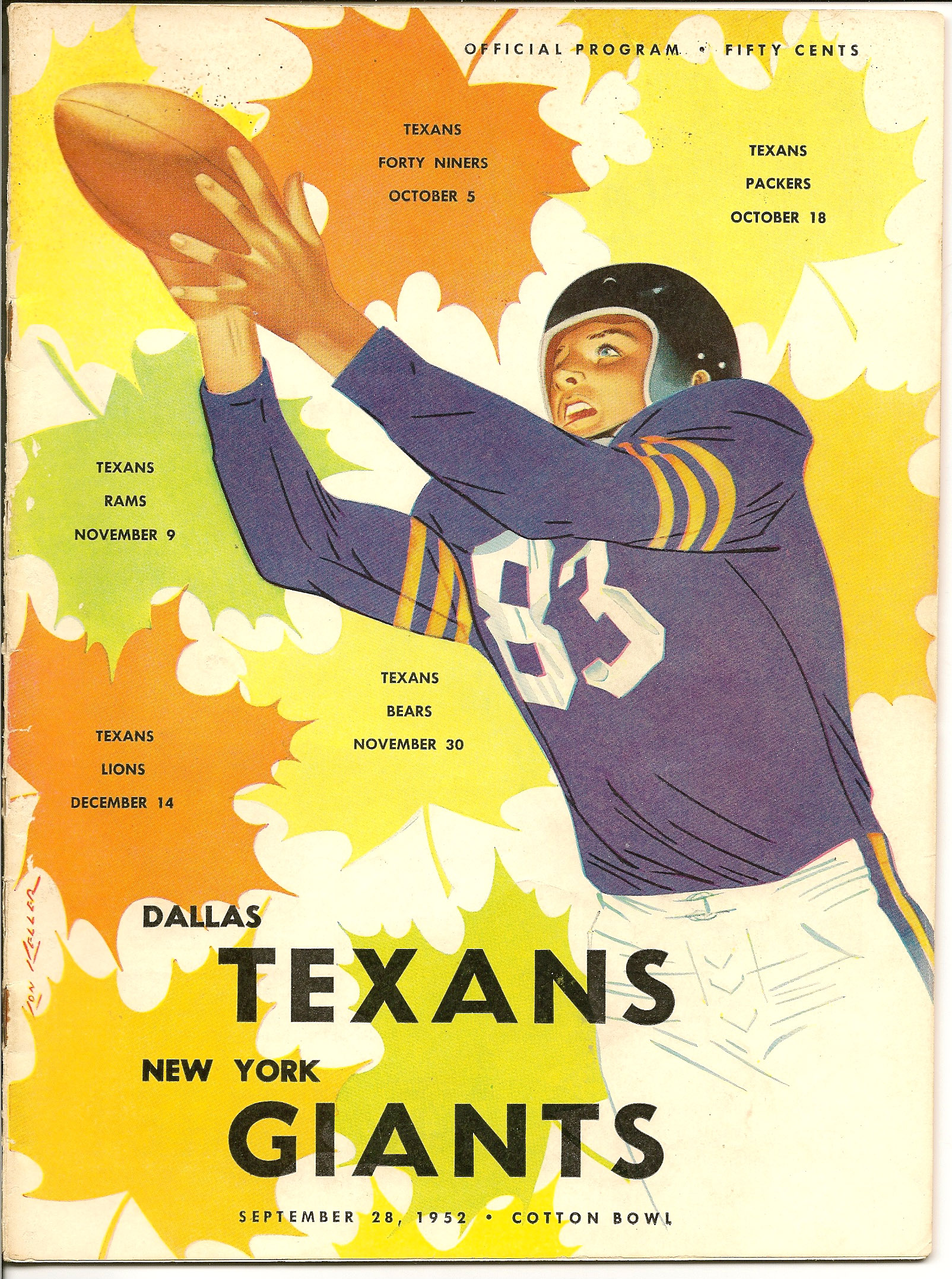
Programação dos jogos do Houston Texans

### Apelido
Em 2 de março de 2000, Houston anunciou que a busca por nomes de equipe havia sido reduzida a cinco opções: Apollos, Bobcats, Stallions, Texans e Wildcatters. A lista de nomes foi determinada após vários meses de pesquisa realizada em conjunto por Houston e NFL Properties. Uma pesquisa on-line sobre o nome gerou mais de 65.000 respostas em apenas sete dias.
Em 6 de setembro de 2000, a 32ª franquia da NFL foi batizada oficialmente de Houston Texans em uma manifestação no centro de Houston. McNair explicou que o nome e o logo "incorporam o orgulho, a força, a independência e a conquista que tornam as pessoas de Houston e nossa área especiais".
O apelido de "Texans" foi mais recentemente usado pela agora extinta franquia de Canadian Football League em San Antonio; Texans haviam sido anteriormente o nome de uma franquia da World Football League em Houston e houve o Dallas Texans na NFL, que só jogou na temporada de 1952.

### Logo e uniformes
Junto com o nome da equipe, McNair também revelou o logotipo: uma representação abstrata da cabeça de um touro, dividida de forma a parecer a bandeira do estado de Texas, incluindo uma estrela solitária. McNair descreveu as cores como "Azul profundo de aço", "Batalha Vermelha" e "Branco liberdade". Um ano depois, os Texans revelaram seus uniformes durante outro comício no centro da cidade.
O capacete dos Texans é azul escuro com o logo do touro texano. O capacete foi inicialmente branco quando o nome da equipe e logotipo foram revelados, mas depois foi alterado para azul escuro. O design do uniforme é composto por guarnições vermelhas e azuis escuras ou brancas. A equipe geralmente usa calças brancas com suas camisas azuis e calça azul com suas camisas brancas.
Em 2002, a equipe usou um patch comemorando sua temporada inaugural. Além disso, eles comemoraram 10 anos como uma franquia usando um patch de aniversário em 2012.

### Mascotes e líderes de torcida
O mascote oficial da equipe é chamado de Toro. A equipe também tem uma equipe de líderes de torcida, chamada simplesmente de Houston Texans Cheerleader .

## Rivalidades
Os Texans são a mais jovem franquia da NFL, tendo apenas competido na NFL desde 2002. Por essa razão, eles não tiveram a história ou a reputação de construir rivalidades clássicas como as que existem entre as franquias mais antigas.

### Tennessee Titans
O Tennessee Titans, que anteriormente eram os Houston Oilers antes de sua realocação na década de 1990, são vistos por muitos fãs de Houston como o principal rival e, por acaso, são um time da AFC South.
Os Titans lideram a série de todos os tempo: 15–17.

### Outras rivalidades da AFC South
O Jacksonville Jaguars e o Indianapolis Colts, que os Texans nunca derrotaram em Indianápolis, são os outros dois rivais na AFC South.

### New Orleans Saints
Os texanos também têm rivalidade na fronteira do estado com o New Orleans Saints, com quem competem todos os anos (seja na pré-temporada ou na temporada regular). Desde 2005, após uma evacuação em massa de Nova Orleans devido a devastação do furacão Katrina, a rivalidade se fortaleceu, já que muitos dos antigos moradores de Nova Orleans permaneceram permanentemente em Houston. As equipes geralmente tem treinos um contra o outro antes da partida de pré-temporada.

### Dallas Cowboys
Os Texans também têm uma rivalidade com o Dallas Cowboys, com quem eles disputam a chamada Governor's Cup todos os anos (uma tradição que começou antes da mudança dos Oilers), seja na pré-temporada ou na temporada regular.

## Estatísticas

### Registro de vitórias e derrotas
No final da temporada de 2017, o recorde geral de vitórias e derrotas da temporada regular dos Texans é de 110-146. Os Texans alcançaram a 100ª vitória na temporada regular em sua história, quando derrotaram o Tennessee Titans em 2 de outubro de 2016. Os Texans tiveram seu melhor recorde na temporada em 2012, terminando com 12-4. As piores temporadas da equipe já registradas são recordes de 2-14 em 2005 e 2013.
Os Texans tem um recorde de 3–4 nos jogos de playoffs. Os Texans têm um recorde de 3-1 em Wild Card mas perderam todos os três jogos que disputaram na Rodada Divisional.

## Recordes

### Recordes em uma temporadas
Passando
- Jardas passadas: 4,770 – Matt Schaub (2009)
- Passes para touchdowns: 29 – Matt Schaub (2009)
- Passes completados: 396 – Matt Schaub (2009)
- Passes tentados: 583 – Matt Schaub (2009)
- Passe mais longo completo: 81 jardas – David Carr (2002)

Correndo
- Jardas terrestres: 1,616 – Arian Foster (2010)
- Corridas: 351 – Arian Foster (2012)
- Touchdowns terrestres: 16 – Arian Foster (2012)
- Mais longa corrida: 97 jardas – Lamar Miller (2018)
- Jardas terrestres por jogo: 101,0 jardas – Arian Foster (2010)

Recebendo
- Recepções: 115 – Andre Johnson (2008)
- Jardas recebidas: 1,598 – Andre Johnson (2012)
- Touchdowns recebidos: 13 – DeAndre Hopkins (2017)

Retornos
- Mais retornos de Punt: 49 – Jacoby Jones (2011)
- Mais longo punt retornado: 87 jardas – Keshawn Martin (2013)
- Mais longo kickoff retornado: 104 jardas – André Davis (2007)

Chutes
- Field goals: 35 – Nick Novak (2008)
- Extra Points convertidos: 45 – Shayne Graham (2012)
- Punts: 114 – Chad Stanley (2002)
- Jardas no Punt: 4,720 – Chad Stanley (2002)

### Recordes na carreira
- Jardas passadas: 23,221 - Matt Schaub (2007–2013)
- Passes para touchdowns: 124 - Matt Schaub (2007–2013)
- Jardas terrestres: 6,472 - Arian Foster (2009–2015)
- Touchdowns terrestres: 54 - Arian Foster (2009–2015)
- Recepções: 1,012 - Andre Johnson (2003–2014)
- Jardas recebidas: 13,597 - Andre Johnson (2003–2014)
- Passes interceptados: 16 - Kareem Jackson (2010–Presente) e Johnathan Joseph (2011–Presente)
- Field goals: 172 - Kris Brown (2002–2009)
- Pontos: 767 - Kris Brown (2002–2009)
- Total touchdowns: 68 - Arian Foster (2009–2015)
- Média de retorno de punt: 17,3 - Aaron Glenn (2002-2004)
- Média de retorno de Kickoff: 37,0 - Quintin Demps (2010-2016)
- Sacks: 88,5 - J. J. Watt (2011–Presente)
- Tackles: 479 - DeMeco Ryans (2006–2011)
- Vitórias (treinador): 61 - Gary Kubiak (2006–2013)

## Jogadores

### Anel de Honra
Em 19 de novembro de 2017, Andre Johnson foi o primeiro jogador a receber o Anel de Honra dos Texans.
| No. | Jogador       | Posição | Temporada | Introdução |
| --- | ------------- | ------- | --------- | ---------- |
| 80  | Andre Johnson | WR      | 2003–2014 | 2017       |

## Treinadores
| Nome          | Tempo no comando                            | Temporadas | Recorde | Recorde | Títulos da Divisão |
| Nome          | Tempo no comando                            | Temporadas | V       | D       | Títulos da Divisão |
| ------------- | ------------------------------------------- | ---------- | ------- | ------- | ------------------ |
| Dom Capers    | 21 de Janeiro de 2001–2 de Janeiro de 2006  | 4          | 18      | 46      | 0                  |
| Gary Kubiak   | 26 de Janeiro de 2006–6 de Dezembro de 2013 | 8          | 61      | 64      | 2                  |
| Wade Phillips | 6 de Dezembro de 2013–1 Janeiro de 2014     | Interino   | 0       | 3       | 0                  |
| Bill O'Brien  | 2 de Janeiro de 2014–presente               | 4          | 31      | 33      | 2                  |

## Traduções
- Battle Red Day - No Battle Red Day, a equipe usa as camisas vermelhas e os torcedores são encorajados a usar vermelho no jogo. A partir de 2007, os Texans também vestem calças vermelhas, juntamente com as camisas vermelhas.

- Bull Pen - As arquibancadas atrás da zona norte do NRG / Reliant Stadium são conhecidas como Bull Pen. Alguns dos mais ávidos fãs assistem a jogos no Bull Pen e membros regulares ajudaram a criar e implementar tradições de fãs, canções e cantos, como:

- Segurando camisetas gigantes texanas enquanto os jogadores da equipe visitante são anunciados
- Virando as costas para a equipe adversária depois de marcar
-Visitando o Bull Pen Pub para ouvir e dançar com o Bull Pen Pep Band
- Bull Pen Pep Band - 45 membros do grupo musical que toca em todos os jogos em casa do Houston Texans.

- Tradição Pré-Kickoff - Antes de cada chute inicial em um jogo em casa, os Texans executam um pequeno clipe de um touro furioso debatendo o adversário da semana. O vídeo é emparelhado com a música "Thunderstruck" do AC/DC.

- Introdução ao Jogador - Quando os jogadores são apresentados antes do jogo, o locutor diz o primeiro nome do jogador e a torcida grita o último nome (por exemplo, o locutor dirá "Linebacker Brian ..." e a platéia gritará "CUSHING !!" ! ").

## Rádio e televisão

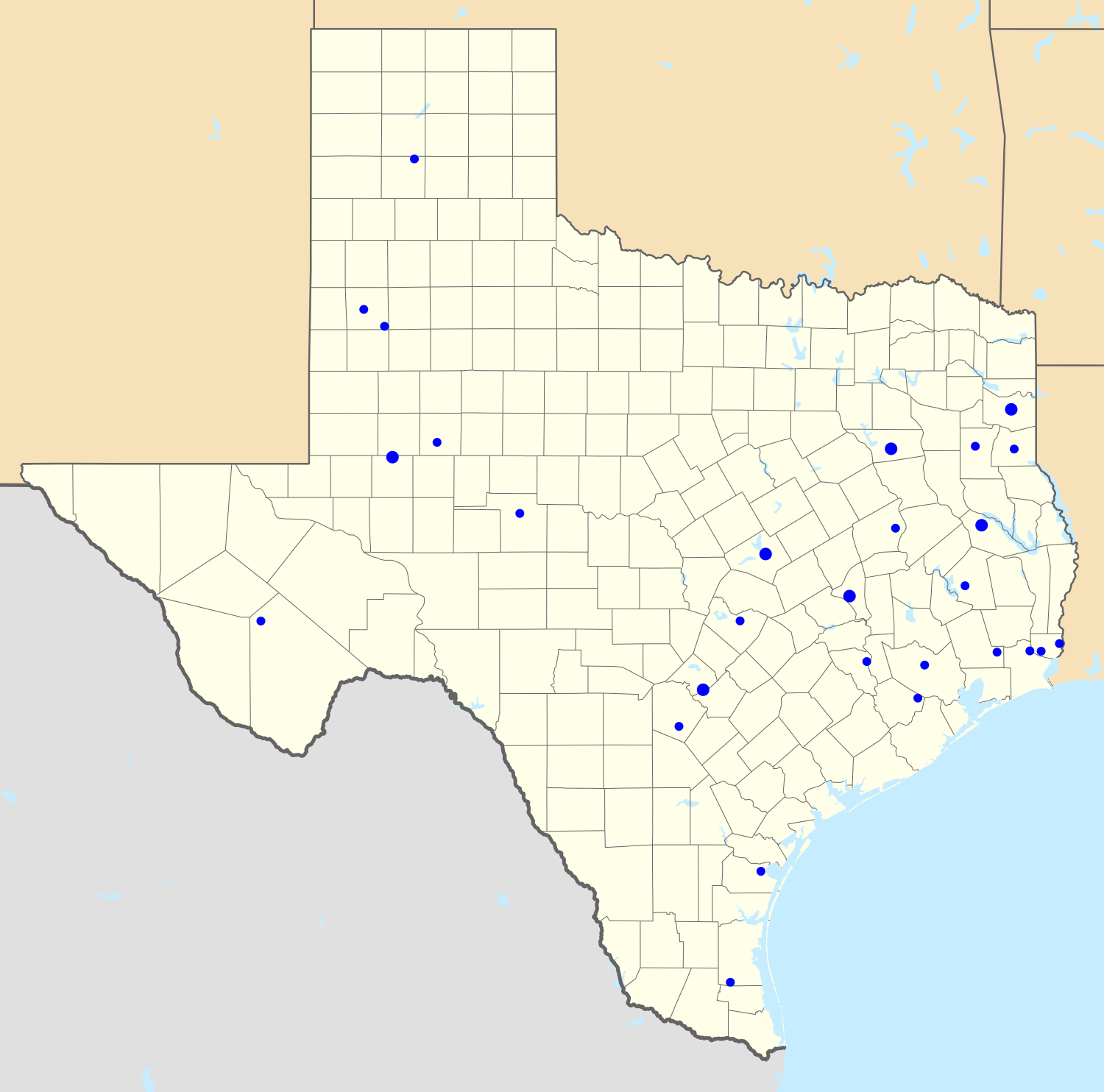
Mapa assinalando as estações associadas à Houston Texans Radio Network

Em 2007, as estações de rádio emblemática dos Texans eram KILT SportsRadio 610AM e KILT 100.3FM. A estação AM tem um formato totalmente esportivo, enquanto a estação FM toca música country contemporânea. Ambos são de propriedade da CBS Radio. Marc Vandermeer é o narrador e Andre Ware é o comentarista.
Os jogos de pré-temporada são transmitidos pela KTRK, uma estação de propriedade e operação da ABC. Kevin Kugler é o narrador e Spencer Tillman é o comentarista. 
Os jogos da temporada regular são transmitidos pela KHOU, afiliada da CBS.
As transmissões de rádio em espanhol dos jogos da equipe são transmitidas na KGOL ESPN Deportes 1180AM. Enrique Vásquez é o narrador e José Jojo Padrón é o comentarista.

## Música tema
Até 2017, a música tema dos Texans era "It's Football Time In Houston", de Clay Walker, tocada após cada touchdown. Eles tentaram introduzir uma nova canção em 2003 escrita por Chad Kroeger do Nickelback, mas rapidamente retornaram ao original após uma recepção negativa pelos fãs. A música foi doada por Walker para a cidade de Houston. A partir de 2017, a música tema é "God Blessed Texas", do Little Texas.
O time defensivo dos Texans entra em campo ao som de "Bulls on Parade", do Rage Against the Machine. Eles começaram a usar a música depois que o ex-linebacker Connor Barwin cunhou o apelido em um tweet em 2011.
Em 5 de janeiro de 2012, os artistas de rap locais de Houston, Slim Thug, Paul Wall e ZRo lançaram uma música intitulada "HOUSTON", apoiando o Houston Texans. O vídeo do YouTube acumulou mais de um milhão de visualizações tornando-se extraoficialmente a música-tema.
"Hats Off to the Bull", da banda de hard rock Chevelle, se tornou outro tema popular e é frequentemente usado em jogos em casa.

## Trabalho na comunidade
O envolvimento comunitário dos Houston Texans é principalmente operado pela Houston Texans Foundation, que trabalha com vários parceiros da comunidade. A organização Houston Texans também é um defensor do programa de educação, Heart of a Champion.
Em 2017, o 15º Houston Texans Charity Golf Classic anual arrecadou mais de US $ 380.000 para a Fundação. Mais de US $ 27,2 milhões foram levantados para a Fundação desde sua criação em 2002.